# 蓋爾尼察

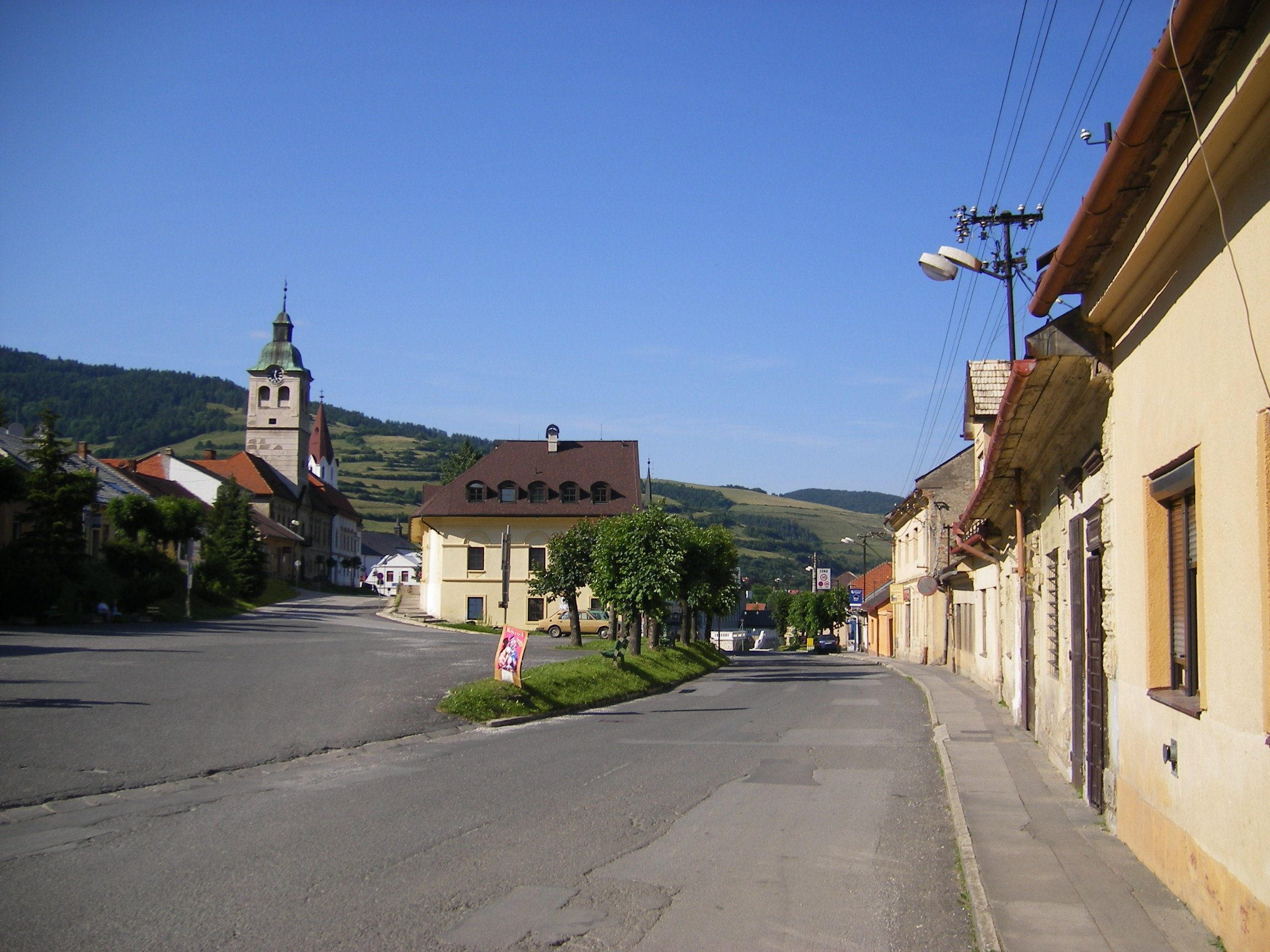

蓋爾尼察是斯洛伐克的城鎮，位於該國東部，由科希策州負責管轄，面積57.65平方公里，海拔高度372米，2005年人口6,171，其中七成居民信奉羅馬天主教。

## 外部連結
- Town website （页面存档备份，存于） （斯洛伐克文）